# Hildegard Rothe-Ille
Hildegard Rothe-Ille (* 4. September 1899 in Bibra; † Dezember 1942 in Iowa, USA) war eine deutsche Mathematikerin, mit algebraischem und zahlentheoretischem Arbeitsgebiet.

## Leben
Nach dem Besuch der Chamissoschule in Berlin-Schöneberg studierte Hildegard Ille an der Friedrich-Wilhelms-Universität (seit 1949 heißt sie Humboldt-Universität) in Berlin Mathematik, Physik und Philosophie. Nach dem Lehramtsexamen 1923 wurde sie 1924 bei Issai Schur im Fach Mathematik promoviert. Vom 1. April 1925 an war sie ein Jahr lang Stipendiatin beim Kaiser-Wilhelm-Institut für Physik, das zu dieser Zeit von Albert Einstein geleitet wurde. In den Jahren 1926 bis 1928 war sie Referendarin an der Chamissoschule und beendete die Lehramtsausbildung im März 1928. Im gleichen Jahr heiratete sie den Mathematiker Erich Rothe. Zusammen mit ihrem Mann ging sie 1928 nach Breslau. Dort arbeitete sie bis 1930 als Lehrerin. Ab 1930 war sie wissenschaftliche Hilfsassistentin an der Technischen Hochschule Breslau und war Mitarbeiterin des Jahrbuchs über die Fortschritte der Mathematik. 1937 emigrierte sie zusammen mit Erich Rothe, dem die Dozentur entzogen wurde, in die USA. Dort lehrte sie am William Penn College in Oskaloosa, Iowa. Sie starb 1942 an Krebs.

## Veröffentlichungen
- Zur Irreduzibilität der Kugelfunktionen. Dissertation, 1924
- Einige Bemerkungen zu einem von G. Pólya herrührenden Irreduzibilitätskriterium. In: Jahresbericht der DMV. Band 35, 1926, S. 204–208